# Яснополянская улица (Москва)
Яснополя́нская у́лица (название утверждено 20 мая 1964 года) — улица в Юго-Восточном административном округе города Москвы на территории Рязанского района. Проходит между улицей Михайлова и 1-м Вешняковским проездом. Нумерация домов начинается от улицы Михайлова. Застроена преимущественно кирпичными пятиэтажными домами 60-х годов. На улице расположена детская поликлиника № 13 (Яснополянская улица, 8).

## Происхождение названия
Названа 20 мая 1964 года по музею-усадьбе «Ясная Поляна» русского писателя Л. Н. Толстого в Тульской области.

## Транспорт
По улице проходят маршруты автобусов № 51, 371 (только при движении в сторону  Рязанский проспект), и 725. 
Ближайшие станции метро —  Окская и  Рязанский проспект. Ближайшая железнодорожная платформа —  Вешняки.